# متحف بيت الأخوات برونتي

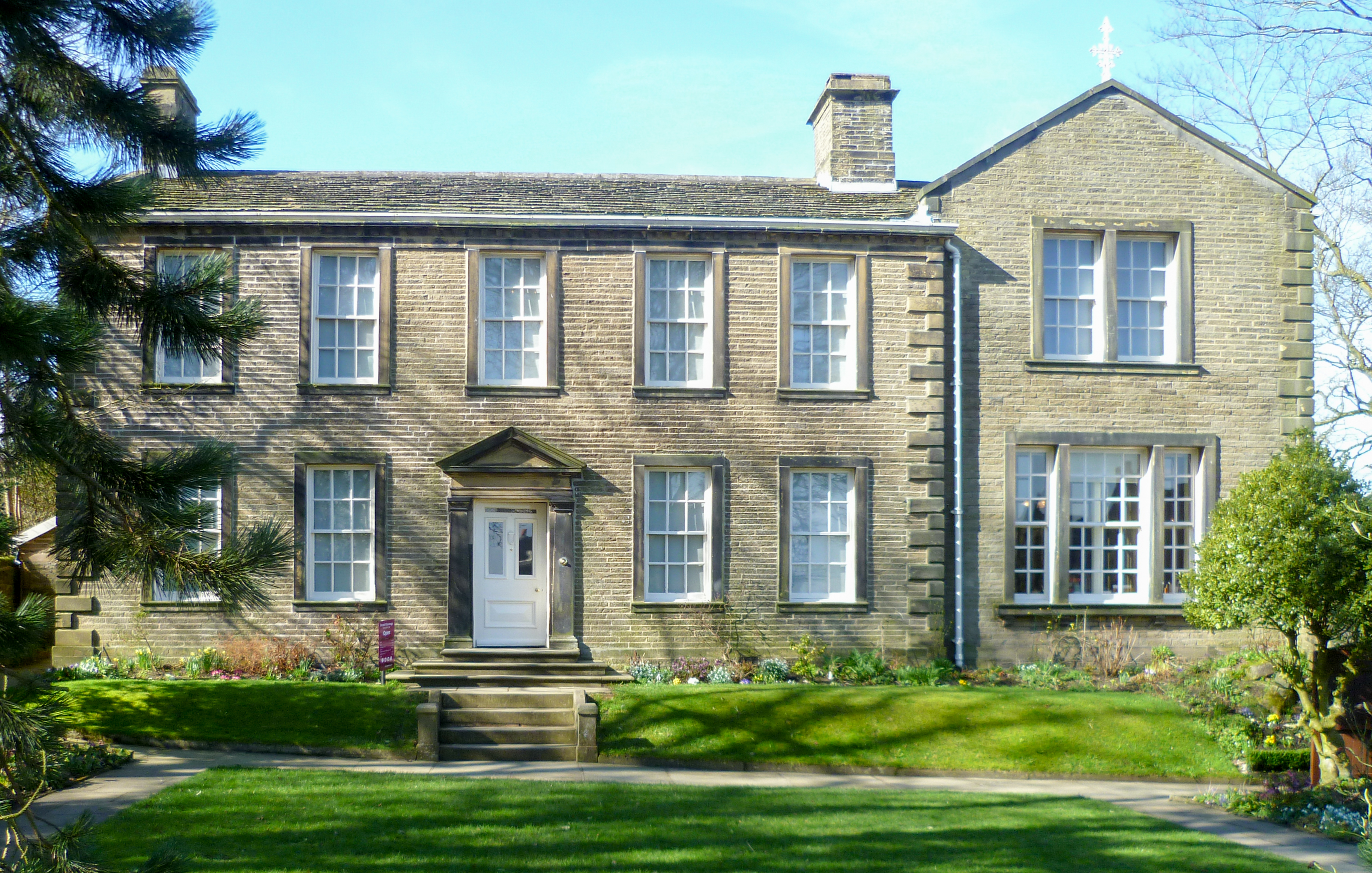
بيت القديس برونتي

متحف بيت الأخوات برونتي هو متحف لمنزل الكاتب تديره جمعية برونتي تكريما للأخوات برونتي؛ شارلوت وإميلي وآن. يقع المتحف في منزل عائلة برونتي السابق، بيت الأخوات في هاوورث بويست يوركشاير في إنجلترا حيث قضت الأخوات معظم حياتهن وكتبن رواياتهن الشهيرة.
تعد جمعية برونتي واحدة من أقدم الجمعيات الأدبية في العالم الناطق باللغة الإنجليزية، وهي مؤسسة خيرية مسجلة يدعم أعضاؤها الحفاظ على مجموعات المتحف والمكتبة.
أُدرج المنزل ضمن قائمة هيئة التراث الإنجليزي للمباني التاريخية من الدرجة الأولى.

## الخلفية التاريخية
بُني المنزل بين عامي 1778 و1779م. عُين باتريك برونتي في عام 1820 رئيسًا لكنيسة القديس ميخائيل وجميع الملائكة في هاوورث، ووصل إلى المنزل مع زوجته ماريا وأطفاله الستة. كان المنزل مسكنًا للعائلة لبقية حياتهم، وكان لوضع المستنقعات تأثير عميق على كتابات شارلوت وإميلي وآن. كان باتريك برونتي مؤلفًا للشعر والروايات، وقد نشأ أطفاله معتادين على رؤية الكتب التي تحمل اسم عائلتهم على أرفف المنزل.

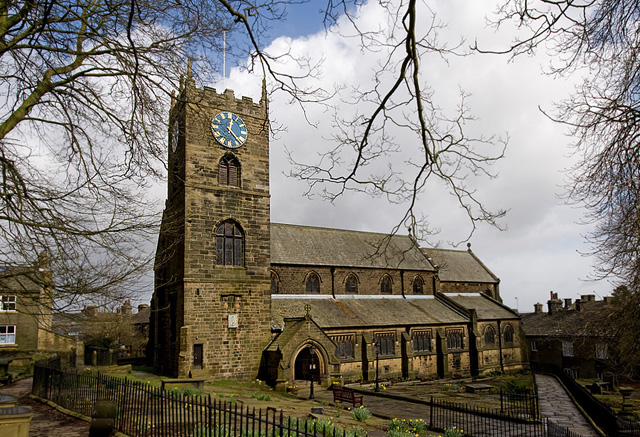
كنيسة سانت مايكل وجميع الملاك، هاوورث.

توفيت ماريا برونتي في 15 سبتمبر 1821 بسبب السرطان، وجاءت أختها غير المتزوجة إليزابيث برانويل لإدارة شؤون المنزل، واستبدلت منزلها في بينزانس بالمناخ القاسي لبلدة شمالية قاتمة. غادرت الشقيقات الأربع الأكبر هاورث في عام 1824، للالتحاق بمدرسة مدرسة بنات رجال الدين في جسر كوان، بالقرب من كيركبي لونسديل . عادت الابنة الكبرى ماريا إلى المنزل بسبب مرضها وتوفيت في المنزل في مايو 1825 عن عمر يناهز أحد عشر عامًا، ثم عادت إليزابيث البالغة من العمر عشر سنوات إلى المنزل بعد فترة وجيزة وتوفيت في 15 يونيو.
استخدمت شارلوت وإميلي وآن في عام 1846 جزءًا من إرث العمة برانويل لتمويل نشر قصائدهم وإخفاء هوياتهم الحقيقية تحت أسماء مستعارة كورر وإليس وأكتون بيل. نشرت القصائد دار أليوت وجونز، ولكن بيعت نسختين فقط. رفضت العديد من دور النشر محاولة شارلوت الأولى لنشر روايتها الأستاذ قبل أن تقوم دار سميث إلدر وشركاه التي رفضت الرواية بتشجيعها لإرسال روايتها التالية جين أير، ونُشر الرواية في 19 أكتوبر 1847. قبلت دار توماس كاتلي نيوباي للنشر في لندن نشر روايات أغنس غري، ومرتفعات ويذرنغ وظهرت الروايات الثلاثة كمجموعة من ثلاثة مجلدات في ديسمبر 1847. أُجبرت شارلوت وآن على الكشف عن هوياتهم الحقيقية بعد رواية آن الثانية نزيل قاعة ويلدفيل. أُصيب شقيقهم برانويل، الذي أدمن على الكحول والأفيون بمرض السل وتوفي فجأة يوم الأحد 24 سبتمبر 1848 عن عمر يناهز 31 عامًا. كانت إميلي تحتضر أيضًا من المرض، ولم تغادر المنزل أبدًا بعد جنازة برانويل، وتوفيت عن عمر يناهز 30 عامًا في 19 ديسمبر 1848. أُصيبت آن أيضًا بالسل، ونُقلت إلى سكاربورو لمحاولة علاجها بهواء البحر لكنها توفيت بعد أربعة أيام من وصولها في 28 مايو 1849، عن عمر يناهز 29 عامًا (يشير قبر آن بالخطأ إلى أن عمرها كان 28 عامًا عندما توفيت).
أنهت شارلوت رواية شيرلي التي بدأتها قبل وفاة برانويل، ونُشرت في أكتوبر 1849م، بينما نُشرت روايتها الأخيرة فيليت عام 1853م. تزوجت شارلوت من مساعد والدها الكاهن آرثر بيل نيكولز في كنيسة هاوورث في 29 يونيو 1854م، وتُوفيت في 31 مارس 1855م أثناء مراحل حملها الأولى قبل ثلاثة أسابيع من عيد ميلادها التاسع والثلاثين. عاش باتريك برونتي في البيت لمدة ست سنوات أخرى، وتولى صهره رعايته حتى تُوفي هناك في 7 يونيو 1861م، عن عمر يناهز 84 عامًا.

## جمعية برونتي
بيعت محتويات المنزل بالمزاد العلني بعد وفاة باتريك برونتي في عام 1861، حيث باع الأصدقاء والخدم التذكارات والرسائل. عقد كبير أمناء مكتبة برادفورد اجتماعًا في عام 1893 اقترح فيه جمع الآثار والرسائل والوثائق المتعلقة بآل برونتي وحفظها للأجيال القادمة. تأسست جمعية برونتي في اجتماع عام وبدأت مجموعة لجمع آثار آل برونتي التي أصبحت بحلول عام 1895 كبيرة بما يكفي لعرضها في متحف فوق يوركشاير بيني بانك في هاوورث. استقطبت الجمعية 260 عضوًا، وزار المتحف حوالي 10000 زائر في عامه الأول. اشترى السير جيمس روبرتس منزل هاوورث التاريخي في عام 1928 مقابل 3000 جنيه إسترليني، وجهّزه كمتحف وأهداه لجمعية برونتي. ورّث هنري بونيل من فيلادلفيا مجموعته إلى الجمعية في عام 1926 التي نُقلت إلى منزل الأخوات برونتي عند افتتاحه، مما جعلها في متناول الباحثين والقارئين لكتابات آل برونتي. نمت المجموعة وأصبح لديها ما يقرب من حوالي 2000 عضو.
تبرع متبرع دون الكشف عن هويته للمتحف بالمكتب الماهوجني الذي كتبت فيه شارلوت رواياتها، والذي كان موجودًا في مجموعات خاصة لأكثر من قرن من الزمان في عام 2011 . قام المتبرع المجهول بشراء المكتب مقابل 20 ألف جنيه إسترليني في عام 2009.

## في الثقافة الشعبية
استُخدم بيت الأخوات برونتي كموقع في فيلم سكة حديد الأطفال (بالانجليزية: The Railway Children) عام 197 ، حيث ظهر كمنزل الدكتور فورست.
يعد افتتاح المتحف في عام 1928 أمرًا محوريًا في رواية فرانسيس برودي لعام 2018 لقطة من القتل،(ردمك 978-0-349-41432-4) ).